# Pfarrkirche Seefeld

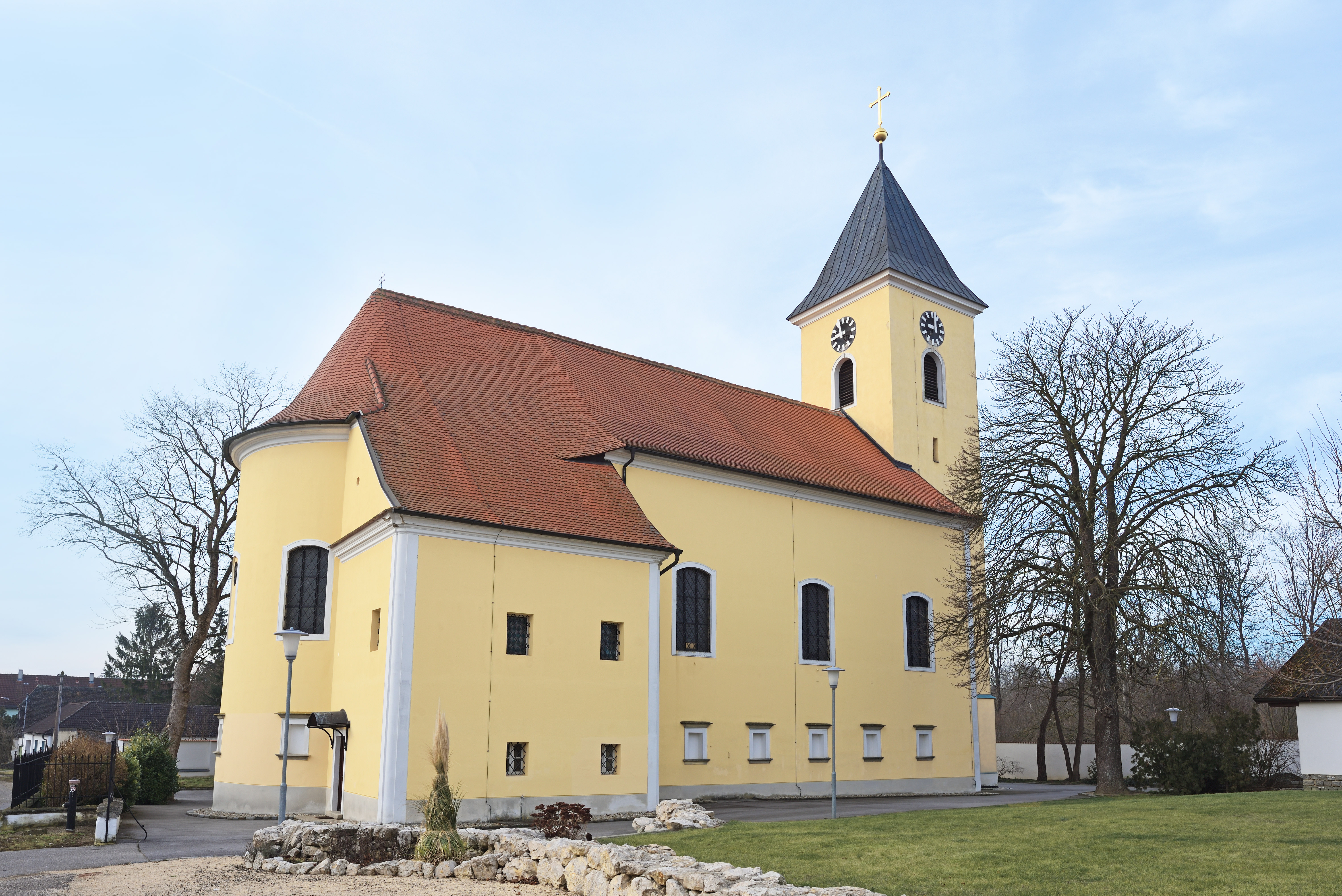
Katholische Pfarrkirche hl. Anna in Seefeld

Die römisch-katholische Pfarrkirche Seefeld steht im Westen des Marktplatzes in der Ortschaft Seefeld der Marktgemeinde Seefeld-Kadolz im Bezirk Hollabrunn in Niederösterreich. Die dem Patrozinium hl. Anna unterstellte Pfarrkirche gehört zum Dekanat Haugsdorf der Erzdiözese Wien. Die Kirche steht unter Denkmalschutz (Listeneintrag).

## Geschichte
Urkundlich wurde Seefeld 1254 mit der Gründung durch Heinrich von Seefeld Markt und Pfarre.
Die im Kern romanische und gotische Kirche wurde 1726 umgebaut.

## Architektur
Der schlichte Kirchenbau hat einen vorgestellten Westturm und einen eingezogenen halbkreisförmigen Chor und ist von einer Ziegelmauer umgeben.
Das Kirchenäußere zeigt abgerundete Kanten und segmentbogige Fensternischen und ein profiliertes Traufgesims und umlaufende 14 Nischen mit gekehlten Sohlbänken und geraden Verdachungen wohl von einem ehemaligen Kreuzweg.

## Einrichtung
Der Hochaltar mit einem geschwungenen Altartisch ist marmoriert, er trägt einen vergoldeten Tempietto-Tabernakel aus der Mitte des 18. Jahrhunderts mit Volutenstreben und Engelsfiguren.
Die Orgel baute Josef Silberbauer um 1770/1780. Ein Paukenpaar entstand in der ersten Hälfte des 18. Jahrhunderts. Es gibt Glocken aus dem 16. Jahrhundert. Eine Glocke nennt Johann Georg Scheichel 1771.